# Vrees en beven
Vrees en Beven (originele Deense titel: Frygt og Bæven) is een werk dat de Deense schrijver en filosoof Søren Kierkegaard onder een van zijn pseudoniemen, Johannes de Silentio, publiceerde. Het boek beschrijft het Bijbelse verhaal van Abraham, die bereid is in opdracht van God zijn zoon te offeren. Kierkegaard vraagt zich af hoe dit mogelijk is: is Abraham een moordenaar of een gelovige? En hoe moet hij het handelen van Abraham begrijpen? Is zijn handelen te rechtvaardigen?
Het werk heeft een hoog poëtisch gehalte en was in zijn tijd al controversieel. Kierkegaard zag dit boek als zijn meest geslaagde werk.

## Inhoud
In het boek stelt Johannes de Silentio drie problemen (door hem 'Problemata' genoemd) aan de orde:
- Bestaat er een teleologische suspensie van het ethische (is het juist dat Abraham bereid is zijn doel - het tonen van zijn absolute gehoorzaamheid aan God - te verwezenlijken door middel van een onethische daad, namelijk het offeren van zijn zoon)?
- Bestaat er een absolute plicht tegenover God?
- Kon Abraham het ethisch verantwoorden dat hij zijn voornemen voor Sara, voor Eliëzer en voor Isaak verborg?

Kort samengevat stelt De Silentio, dat de teleologische suspensie van het ethische bestaat: Abraham maakte "een beweging voorbij het algemene, een aanraking met het Absolute."
Johannes de Silentio maakt in het werk een onderscheid tussen de ridder van de oneindige resignatie en de ridder van het geloof. De Silentio beschouwt zichzelf als een ridder van de oneindige resignatie en Abraham als een ridder van het geloof. Hij prijst Abraham voor zijn geloof, dat noodzakelijk is om te kunnen handelen.
Dit onderscheid wordt vaak (terecht of onterecht) van toepassing geacht op Kierkegaards persoonlijke leven: hij brak zijn verloving af en in zijn werken (vergelijk onder meer zijn hoofdwerk, Of/Of) betuigt hij zijn spijt over die keuze. Hij is nooit een nieuwe relatie aangegaan.
In het werk getuigt Johannes de Silentio van een groot inlevingsvermogen en grote bewondering voor het handelen van deze aartsvader van de drie grote monotheïstische religies.

## Kritiek
In dit werk zoekt Kierkegaard een rechtvaardiging voor het handelen van Abraham en sympathiseert hij met diens handelwijze. Een expliciete rechtvaardiging biedt hij echter niet, slechts een verklaring. Zijn vraag of er een teleologische suspensie van het ethische bestaat, beantwoordt hij weliswaar affirmatief, maar hij geeft er geen waardeoordeel over. Het bestaan van de teleologische suspensie van het ethische impliceert geen bestaansrecht: de facto handelde Abraham onethisch.

## Citaten
- "Het geloof is nu juist deze paradox dat de enkeling als deze enkeling hoger is dan het algemene, dat hij er tegenover in zijn recht staat, er niet aan ondergeschikt is maar erboven staat. Maar dan wel zo dat het hier om die enkeling gaat die na eerst als de enkeling aan het algemene ondergeschikt te zijn geweest nu via het algemene de enkeling wordt die als deze enkeling in een absolute verhouding tot het absolute staat."
- "Hij handelt krachtens het absurde, want het is nu juist het absurde dat hij als deze enkeling hoger is dan het algemene. [...] Krachtens het Absurde krijgt hij Isaak terug. Daarom is Abraham op geen enkel ogenblik een tragische held, maar iets heel anders: een moordenaar of een gelovige."
- "Het ethische is het algemene en als zodanig is het weer het goddelijke. Men heeft daarom gelijk als men zegt dat elke plicht in de grond van de zaak een plicht tegenover God is. Maar als je er niet meer van kunt zeggen, dan zeg je tegelijk dat ik eigenlijk geen enkele plicht heb tegenover God."
- "De ware geloofsridder is een getuige, hij is nooit leraar."
- "Of er bestaat dus een absolute plicht tegenover God en als die bestaat dan is het de hier beschreven paradox dat de enkeling als deze enkeling hoger is dan het algemene en dat hij als de enkeling in een absolute verhouding tot het absolute staat - of er heeft nooit geloof bestaan, omdat het er altijd al was, en dan ook is Abraham verloren."

## Nederlandse vertalingen
- Vrees en beven, vert. Siegried van Praag (Amsterdam: De Gulden Ster, 1932)
- Vrees en beven, vert. Wim R. Scholtens (Baarn: Ten Have, 1983)
- Vrees en beven: Dialectische lyriek, vert. Andries Visser (Budel: Damon, 2006)